# حبيل فروخ (ردفان)

تعديل مصدري - تعديل

حبيل فروخ هي إحدى قرى عزلة الحبيلين بمديرية ردفان التابعة لمحافظة لحج، بلغ تعداد سكانها 61 نسمة حسب تعداد اليمن لعام 2004.